# Jesús Leguina
Jesús Leguina Villa (Bilbao, 1941-Madrid, 14 de mayo de 2016) fue un jurista y catedrático español. Fue magistrado del Tribunal Constitucional de 1986 a 1992.

## Biografía
Licenciado en Derecho por la Universidad de Deusto, recibió el Premio Extraordinario de Licenciatura al poseer el mejor expediente académico de su promoción, distinción que también obtuvo al doctorarse en Derecho por la Universidad de Bolonia.
Fue decano de la Facultad de Derecho de San Sebastián y vicerrector de la Universidad del País Vasco.
Fue elegido magistrado del Consejo General del Poder Judicial (CGPJ) por el Congreso de los Diputados dentro del cupo que les correspondía y tras esto, magistrado del Tribunal Constitucional el 13 de febrero de 1986, cargo que desempeñó hasta el 8 de julio de 1992. Retomó la actividad docente en la Universidad de Alcalá de Henares, ocupando la cátedra de Derecho Administrativo.
En 1994 fue elegido Consejero del Banco de España, cargo que desempeñó hasta 2000. Posteriormente, cumplió un segundo mandato de 2004 a 2010, con el fin de cubrir una de las cuatro vacantes que existían hasta este momento. Dos se produjeron por la jubilación en julio de 2004 de Eduardo Bueno y Joaquín Muns, otra por el nombramiento de José Manuel González Páramo como consejero del Banco Central Europeo (BCE) y otra por el fallecimiento a principios de noviembre de Eugenio Domingo Solans, que también integraba la Comisión Ejecutiva.
En 2006 fue investido Doctor «Honoris Causa» por la Universidad de Castilla-La Mancha, junto con Rodrigo Bercovitz y Álvaro Rodríguez Bereijo.

## Otros cargos
Leguina fue miembro de los siguientes organismos y asociaciones:
- Consejo editorial de  El Cárabo: Revista de Ciencias Sociales
- Consejo Asesor del Informe sobre la Democracia en España
- Fundación Alternativas
- Comité editorial del periódico El País

## Vida personal
Estuvo casado con la expresidenta del Tribunal Constitucional María Emilia Casas, con la cual tuvo cuatro hijos.

## Premios y distinciones
- Gran Cruz de la Orden de Isabel la Católica
- Orden del Mérito Constitucional

## Obras publicadas
- La responsabilidad civil de la Administración Pública (1970)
- Gasto público e incumplimiento de contratos de obras educativas (1978)
- Escritos sobre autonomías territoriales (1984)
- Nueva Ley de régimen jurídico de las Administraciones Públicas (1993)
- Acción administrativa y desarrollo rural (1994)
- Acción administrativa y mundo rural (1994)
- La reforma de la Ley de la jurisdicción contencioso-administrativa (1995)